# 과정 중심 평가
과정중심평가는 서열과 경쟁을 심화시키는 결과평가에 반한 것으로 개별 학습자의 능력과 학습발달정도를 평가하고자 한 것이다. 성장과 배움의 정도를 측정하여 평가하는 것으로 일정한 기준으로 평가하기 보다 개개인의 학생의 맞춘 기준을 통해 평가한다.  이 기준은 각 교과별 교육과정에서 제시한 성취기준에 의해 정한다. 과정 중심 평가는 학습목표의 성취를 평가하는 결과평가가 아닌, 학습 과정에서 학습자가 보인 여러 가지 변화에 대한 교육 평가이다.